# Будапештская школа
Будапештская школа (венг. Budapesti iskola) — направление марксистской философии, получившее распространение в Венгрии в 1960-х годах. Будапештская школа сформировалась под большим влиянием философии Дьёрдя Лукача, однако не следует сводить её лишь к нему одному.
Ключевыми представителями школы наряду с Лукачем были Иштван Месарош, Агнеш Хеллер, Ференц Фехер, Миклош Крашшо, Дьёрдь и Мария Маркуш. Будапештская школа много внимания уделила проблеме навязывания потребностей. Представители школы указывали, что под контролем общества со стороны власти можно понимать не только наличие репрессивного политического аппарата, но и развитие системы, основанной на манипуляции. Под влиянием венгерского восстания в 1956 году и его последствий ряд представителей школы, проявлявших симпатию к левому крылу восставших, критиковавших сталинизм и осудивших ввод советских войск в страну, подверглась репрессиям перешла на реформистские позиции или вообще отказались от марксизма. Многие из её представителей потеряв работу были вынуждены эмигрировать на Запад.